# Ябек, Сёрен Педерсен
Сёрен Педерсен Ябек (норв. Søren Pedersen Jaabæk; 1 апреля 1814 — 7 января 1894) — норвежский политический деятель XIX века, фермер. Депутат Стортинга (норвежского парламента) в 1845—1891 годах. Один из основателей Либеральной партии Норвегии.
Участие Ябека в работе парламента остаётся самым длительным за всю историю существования этого органа.

## Биография
1 апреля 1814 года родился в норвежском городе Холюм (губерния Вест-Агдер).
В начале профессиональной карьеры работал учителем в общеобразовательных и церковных школах.
В период с 1840 по 1890 несколько раз избирался мэром.
С 1845 по 1891 гг. избирается и переизбирается депутатом стортинга, где защищает права крестьян, выступает за радикальные политические реформы и сокращение государственных расходов.
В 1865 году организует оппозиционное движение крестьян-собственников «Друзья крестьян» (норв. Bondevennerne), выступавшее за свободу частного, особенно крестьянского, предпринимательства. Движение стремительно приобретало популярность и вскоре стало общегосударственным, имея представительство в более 300 местных органов власти и объединившее около 30 000 членов. Движение Ябека стало одним из источников формирования партии Венстре.
В 1865—1881 издавал дешёвую еженедельную газету «Folketidende», которая увеличила его влияние среди крестьян.
В 1868 году избирается руководителем движения «Друзья крестьян».
В 1869 году блокируется в парламенте с Ю. Свердрупом, чем завершил объединение городской и сельской оппозиции. Парламентский блок послужил основой для учреждения Либеральной партии Норвегии, которую возглавил Ю. Свердруп. С этого момента началось снижение влияния движения «Друзья крестьян» в обществе.
Умер в 1894 году.

## Литературно-просветительская деятельность
Автор нескольких книг:
- «История Англии для норвежского народа» (норв. «Englands Historie for det norske Folk»; 1871—1872).
- «Varme Piller» (1880);
- «For Frieheden. Em Troendes Ord» (1881);
- «Lang og Hvile» (1883);
- «Kongers og Kaisers Levevis» (1882—1884);
- «Den höiste Magt i Staten» (1883) и др.